# Старый Город (Мордовия)
Ста́рый Го́род — село в Темниковском районе Республики Мордовия. Административный центр Старогородского сельского поселения. Первоначально татарский город, основанный татарами-выходцами из Золотой Орды как город Тумен на грани XII и XIII веков.
Население в основном русское.

## География
Расположен на левом берегу Мокши, в 18 км от районного центра и 82 км от железнодорожной станции Торбеево.

## История
Название села связано с тем, что ранее на его месте располагался город Темников, который Елена Глинская от имени Ивана Грозного перенесла на другой берег реки Мокша, о чём свидетельствует запись от 1536 года в «Русских летописях»:
…повелением благочестивого великого самодержца Ивана Васильевича всея Руси и благочестивые и великомудрые государыни Елены, в третье лето его, преставлен город Темников на иное место на реке на Мокше же…
Первые же упоминания о Темникове (нынешний Старый город) датируются 1381 годом.
Дмитрий Донской и Олег Рязанский в раздельной грамоте князей упомянули Темников как действующий населённый город, исходя из этого можно сделать вывод о его ещё более раннем возникновении.
Известный исследователь Тамбовской губернии П. Н. Черменский писал:
…нынешние села Старый Кадом, Старый Город стоят на месте древнейших городов Кадома и Темникова.
В результате можно предположить что, населённый пункт с названием «Темников», в том месте где сейчас находится современное село Старый город, возник где-то на рубеже XIII и XIV веков.
С 1536 года — в «Списке населённых мест Тамбовской губернии» (1866) село Старый Город (Старое Городище) — село казённое и владельческое из 121 двора Темниковского уезда. По сельскохозяйственному налоговому учёту 1930 года в селе насчитывалось 466 дворов (2 650 человек).

## Известные уроженцы и жители
- В селе Старый город родился Герой Советского Союза Пётр Петрович Гагарин, участник Великой Отечественной войны с 1941 года.

## Инфраструктура
Колхоз «13-й год Октября», с 1956 года — им. Ушакова, с 1998 года — ТОО СХП «Старогородское». В современном селе — основная школа, дом культуры, отделение связи, медпункт, магазин. Возле села 2 городища: раннего периода железного века и средневековья. Старый Город — родина Героя Советского Союза П. П. Гагарина. В Старогородскую сельскую администрацию входит посёлок Харино.